# Léon Noël

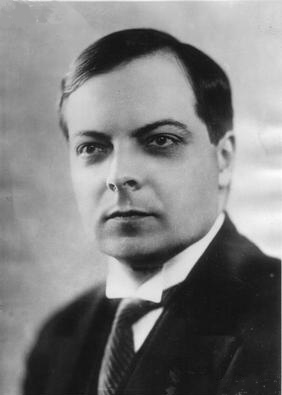
Léon Noël (1920)

Léon Noël (* 28. März 1888 in Paris; † 6. August 1987 in Toucy, Département Yonne) war ein französischer Politiker, Botschafter, Vichy-Kollaborateur und von 1959 bis 1965 Präsident des Verfassungsrats. Er übte zahlreiche Aufsichtsratsmandate aus.

## Leben
Léon Noël war der Sohn des Staatsrats Jules Noël und Cécile Burchard-Bélaváry. 1912 erhielt er seinen  Doktor der Rechte und trat anschließend eine Stelle im Conseil d’État an. Im Jahr 1927 wurde er Generaldelegierter des französischen Hochkommissars im Rheinland. 1930 wurde er Präfekt des Département Haut-Rhin, danach Bevollmächtigter Minister in Prag (1932–1935), und schließlich Botschafter in Polen (1935–1939). Er vertrat den Französischen Außenminister im Waffenstillstand von Compiègne am 22. Juni 1940. 
Am 9. Juli 1940 wurde er zum ersten Chef der französischen Delegation in der von deutschen Truppen besetzten Zone ernannt. Zehn Tage später trat er am 19. August 1940 von diesem Amt zurück. Philippe Pétain ernannte ihn als eine von sieben Personen zum Mitglied eines stellvertretenden Gremiums für den Fall, dass Pétain wegen einer Unpässlichkeit an der Amtsführung gehindert sein würde.
Ab 1944 unterstützte er Charles de Gaulle. Er war seit 1944 Mitglied und ab 1958 Präsident der Akademie der Moralischen und Politischen Wissenschaften. Er war als Vorsitzender von de Gaulles Partei Rassemblement du peuple français (RPF) von 1951 bis 1955 als Abgeordneter für das Département Yonne im Französischen Parlament. Im Jahr 1959 wurde er vom Staatspräsidenten zum Vorsitzenden des Verfassungsrates der V. Republik ernannt. Bis 1965 nahm er dieses Amt wahr.
Er war Aufsichtsrat bei Crédit foncier, der Chemin de fer du Midi, Rhône-Poulenc und Esso Standard.

## Schriften
- Comprendre de Gaulle, Éditions Plon, Paris 1972
- La Traversée du désert, Éditions Plon, Paris 1973
- De Gaulle et les débuts de la Ve République, Éditions Plon, Paris 1976

## Bibliographien
- Collectif, In memoriam Léon Noël (1888–1987), Bulletin de la Société des Sciences Historiques et Naturelles de l’Yonne, 1987, S. 5–8.
- Yves Beauvois, Léon Noël, de Laval à de Gaulle, via Pétain, Presses universitaires du Septentrion, 2001.
- Id., « Le Conseil constitutionnel à ses débuts », Commentaire, hiver 2006–2007, S. 943–954.